# エスペランサ石
エスペランサ石（エスペランサいし、英語: Esperanza Stone）、別名、ホープ石（英語: Hope Stone）は、メキシコのヤキの峡谷地域で発見された、文字様のものが刻まれた8フィート長の大きな石。1909年にF・R・バーナム少佐とチャールズ・フレデリック・ホルダーによって発見され、発掘された。

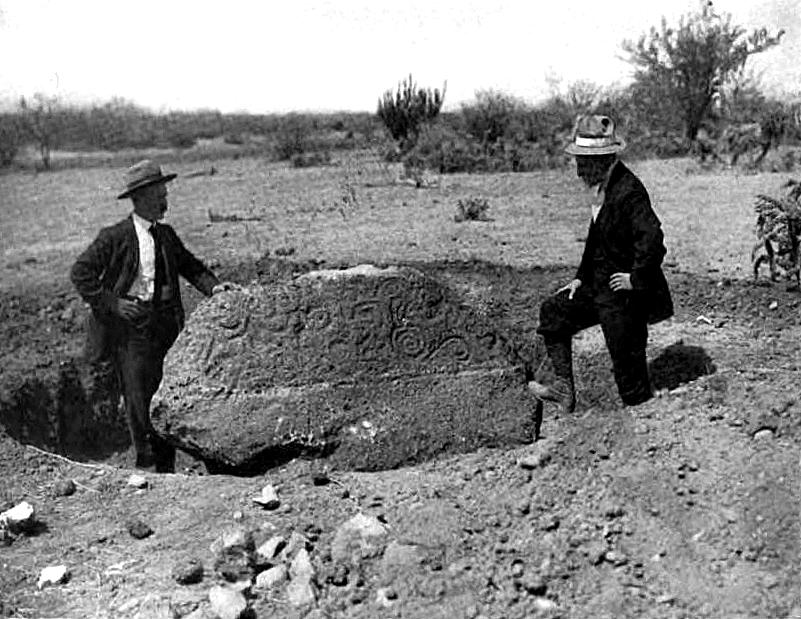
「エスペランサ石」F・R・バーナム少佐（左）、ホルダー（右）。メキシコ、セノーラ、ヤキ・デルタにて、1909年。

## 発見
この石は、ヤキ峡谷地域への遠征期間中に発見された。

## 特徴
この石は、「褐色の火成岩で、長軸は8フィートほどあり、45度ほどの傾斜がある東側の面には、深い刻みが付けられている」。石に刻まれた記号のようなものには、渦巻き形や卍（まんじ）など、メキシコで発見されている他の石にも見出されるものも含まれていた。

## 伝説
この石については、昔、天上から落ちてきたものであり、記号のようなものを刻んだのは人の手である、とする伝説がある。

## 記号の意味
バーナムは、記号群はマヤ文字だと信じていた。他の論者は、これをペトログリフだとしている。